# Willi Boltze
Wilhelm Andreas „Willi“ Boltze (* 24. Juli 1904 in Hamburg; † 25. Oktober 1937 ebenda) war ein deutscher Mittel- und Langstreckenläufer.

## Karriere
Bei den Olympischen Spielen 1928 in Amsterdam schied er über 5000 Meter im Vorlauf aus.
1927 wurde er Deutscher Meister über 1500 Meter und 1928 über 5000 Meter.
Bis 1925 startete er für den SC Victoria Hamburg. Ab 1926 startete er für den SC Preußen Stettin, mit dem er 1926 Deutscher Meister in der 3-mal-1000-Meter-Staffel wurde, danach für den Hamburger SV und den DSV 1878 Hannover, mit dem er 1930 Deutscher Meister in der 4-mal-1500-Meter-Staffel wurde.

## Persönliche Bestzeiten
- 1500 m: 4:03,0 min, 9. Juni 1929, Berlin
- 5000 m: 15:09,0 min, 14. Juli 1928, Düsseldorf